# Saldubella gressitti
Saldubella gressitti är en tvåvingeart som beskrevs av James 1977. Saldubella gressitti ingår i släktet Saldubella och familjen vapenflugor. Inga underarter finns listade i Catalogue of Life.